# Balázs Jolán
Balázs Jolán (románul: Iolanda Balaș; Temesvár, 1936. december 12. – Bukarest, 2016. március 11.) romániai magyar magasugró, kétszeres olimpiai bajnok. Edzője, később férje Sőtér János volt. A 20. század legjobb női magasugrója, pályafutása során összesen 14 világrekordot döntött meg.

## Pályafutása
1949-ben kezdte atlétikai pályafutását. Az évek során kifejlesztette az ollózásos technikának egy saját változatát, amelynek lényege a test elfordulásának mellőzése és a lábak szétnyitása volt. 1955-ben 1,75 méteres ugrásával beállította első világrekordját. Tíz éven át uralta a nemzetközi magasugró versenyeket. 1957 és 1967 között 140 versenyen nyert, és 14-szer javította meg a magasugrás női világrekordját (1,74 méterről 1,91 méterre), valamint négyszer ugrott fedett pályás világrekordot.
1956-ban a melbourne-i olimpiai játékokon ötödik helyezést ért el, 1960-ban a római olimpiai játékokon a második helyezett lengyel Jaroslawa Jozwiakowska előtt 14 centiméterrel végzett. Négy évvel később, az 1964-es tokiói olimpián sérülései ellenére 10 centiméterrel nyert Michele Brown-Mason előtt.
Sikeres volt az Európa-bajnokságokon is: 1954-ben Bernben még csak második lett, de 1958-ban Stockholmban és 1962-ben Belgrádban győzelmet aratott. 1967-ben hivatalosan visszavonult, és utána testnevelő tanárként dolgozott.
A világrekordját csak a Fosbury-stílus meghonosodása után tudták megdönteni: 1971-ben sikerült az osztrák Ilona Gusenbauernek a Balázs Jolán által tartott tízéves világrekordot 1,92 méterre megdöntenie.
Tizenhat éven keresztül, 1988 és 2005 között ő volt a Román Atlétikai Szövetség elnöke.
A Track and Field News című egyesült államokbeli magazin 2000-ben a 20. század legjobb női magasugrójának választotta meg.
2012-ben bekerült az Nemzetközi Atlétikai Szövetség Hall of Fame-jébe.

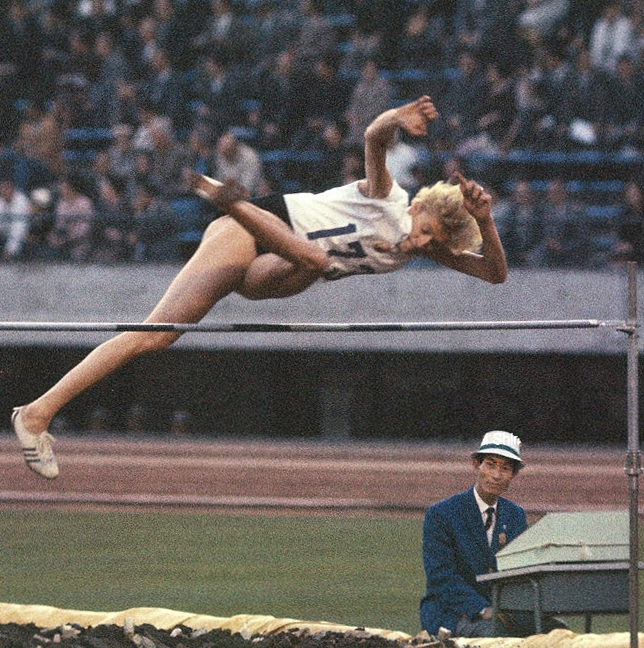
Az 1964-es olimpián
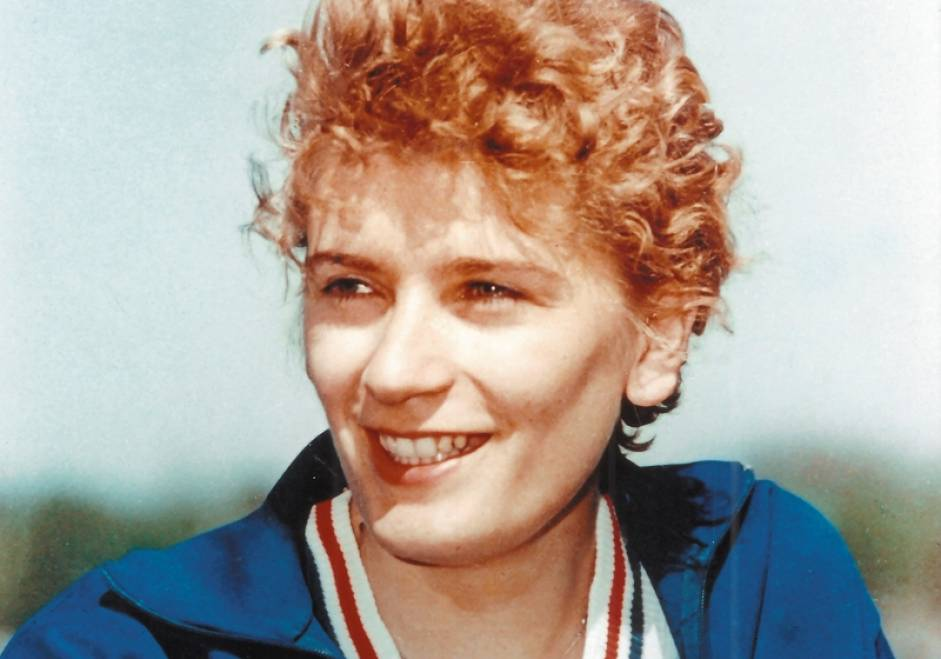
1960-as évek
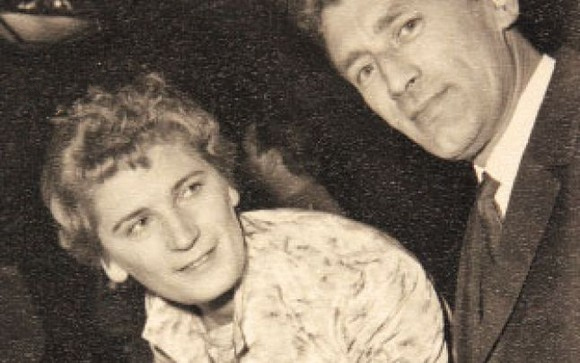
Férjével, Sőtér Jánossal